# Peru az olimpiai játékokon

1900-1948

Peru első olimpiai szereplése 1936-ban, Berlinben volt, ám számos forrás állítja, hogy az 1900-as játékokon részt vevő Carlos de Candamo párbajtőröző volt az első perui olimpikon. 1936 óta Peru minden nyári sportünnepen megjelent, kivéve egyet, 1952-ben. Az ország a téli olimpiai játékokon először 2010-ben  képviseltette magát.
A perui sportolók összesen öt olimpiai érmet szereztek, hármat férfi sportlövészetben, egyet női röplabdában és egyet vitorlázásban.
A Perui Olimpiai Bizottságot 1924-ben alapították, és a NOB 1936-ban vette fel tagjai közé.

## Érmesek
| Érem  | Név | Olimpia           | Sport         | Versenyszám         |
| ----- | --- | ----------------- | ------------- | ------------------- |
| Arany | Edwin Vásquez | 1948, London      | Sportlövészet | Férfi 50 m pisztoly |
| Ezüst | Francisco Boza | 1984, Los Angeles | Sportlövészet | Trap                |
| Ezüst | Nemzeti válogatott (Luisa Cervera, Denisse Fajardo, Miriam Gallardo, Rosa Garcia, Alejandra de la Guerra, Sonia Heredia, Katherine Horny, Natalia Malaga, Gabriela Pérez del Solar, Cecilia Tait, Gina Torrealva, Cenaida Uribe) | 1988. Szöul       | Röplabda      | Női                 |
| Ezüst | Juan Giha | 1992, Barcelona   | Sportlövészet | Skeet               |
| Bronz | Stefano Peschiera | 2024, Párizs      | Vitorlázás    | Laser               |

## Éremtáblázatok

### Érmek a nyári olimpiai játékokon
| Olimpia              | Arany          | Ezüst          | Bronz          | Összesen       |
| 1936, Berlin         | 0              | 0              | 0              | 0              |
| 1948, London         | 1              | 0              | 0              | 1              |
| 1952, Helsinki       | nem vett részt | nem vett részt | nem vett részt | nem vett részt |
| 1956, Melbourne      | 0              | 0              | 0              | 0              |
| 1960, Róma           | 0              | 0              | 0              | 0              |
| 1964, Tokió          | 0              | 0              | 0              | 0              |
| 1968, Mexikóváros    | 0              | 0              | 0              | 0              |
| 1972, München        | 0              | 0              | 0              | 0              |
| 1976, Montréal       | 0              | 0              | 0              | 0              |
| 1980, Moszkva        | 0              | 0              | 0              | 0              |
| 1984, Los Angeles    | 0              | 1              | 0              | 1              |
| 1988, Szöul          | 0              | 1              | 0              | 1              |
| 1992, Barcelona      | 0              | 1              | 0              | 1              |
| 1996, Atlanta        | 0              | 0              | 0              | 0              |
| 2000, Sydney         | 0              | 0              | 0              | 0              |
| 2004, Athén          | 0              | 0              | 0              | 0              |
| 2008, Peking         | 0              | 0              | 0              | 0              |
| 2012, London         | 0              | 0              | 0              | 0              |
| 2016, Rio de Janeiro | 0              | 0              | 0              | 0              |
| 2020, Tokió          | 0              | 0              | 0              | 0              |
| 2024, Párizs         | 0              | 0              | 1              | 1              |
| Összesen             | 1              | 3              | 1              | 5              |

## Érmek sportáganként

### Érmek a nyári olimpiai játékokon sportáganként
| Peru érmei a nyári olimpiai játékokon sportáganként | Peru érmei a nyári olimpiai játékokon sportáganként | Peru érmei a nyári olimpiai játékokon sportáganként | Peru érmei a nyári olimpiai játékokon sportáganként | Az olimpiai zászlaja |

| Sportág       | Arany | Ezüst | Bronz | Összesen |
| ------------- | ----- | ----- | ----- | -------- |
| Sportlövészet | 1     | 2     | 0     | 3        |
| Röplabda      | 0     | 1     | 0     | 1        |
| Vitorlázás    | 0     | 0     | 1     | 1        |
| Összesen      | 1     | 3     | 1     | 5        |